# Miguel Rodríguez Vidal
Miguel Rodríguez Vidal (Marin, Pontevedra, 11 de febrero de 2003) es un futbolista español. Juega como delantero y su equipo es el F. C. Utrecht de la Eredivisie.

## Trayectoria
Nacido en el municipio gallego de Marin, empezó su carrera como futbolista por los equipos filiales del Celta de Vigo. En la temporada 2018-19 ascendió al Juvenil A del Celta de Vigo, siendo uno de los jugadores más destacados de la temporada, lo que le llevó a ir convocado con la selección española, jugando tres partidos y anotando un gol. Con el juvenil anotó 8 goles en 18 partidos en la temporada 19-20.[cita requerida]
Aún sin haber jugado ningún minuto con el Celta de Vigo "B", debutó el 4 de octubre de 2020 con el Real Club Celta de Vigo,entrando como sustituto de Nolito en el minuto 81, en un partido perdido por 2 a 0 frente al C. A. Osasuna.
El 5 de julio de 2024 fue cedido al F. C. Utrecht neerlandés con opción de compra y una de opción de recompra para el Real Club Celta de Vigo. A mediados de abril, tras haber disputado 21 partidos y marcado siete goles en lo que llevaba de temporada, fue ejercida dicha opción y firmó hasta 2028 con los neerlandeses.

## Clubes
Actualizado al último partido disputado el 18 de mayo de 2025.
| Club               | País         | Año       | Partidos | Goles |
| ------------------ | ------------ | --------- | -------- | ----- |
| Celta de Vigo "B"  | Galiza       | 2022-2024 | 710      | 2009  |
| Celta de Vigo      | Galiza       | 2022-2024 | 3200     | 2565  |
| Jong F. C. Utrecht | Países Bajos | 2024      | 2        | 0     |
| F. C. Utrecht      | Países Bajos | 2024-act. | 25       | 10    |